# Citigroup Center
Das Citigroup Center, offiziell 601 Lexington Avenue (früher Citicorp Center), ist mit seinem 45° schrägen Dach ein markanter Wolkenkratzer in der Skyline von Manhattan in New York City.
Das Bauwerk ist nicht mit dem auch als Citigroup Building bekannten One Court Square im New Yorker Stadtbezirk Queens zu verwechseln. Auch in der englischen Hauptstadt London befindet sich ein gleichnamiges Gebäude.

## Beschreibung
Der Büroturm 601 Lexington Avenue wurde von den Stubbins Associates und Emery Roth & Sons im Auftrag der Citigroup entworfen und von 1974 bis 1977 erbaut. Das Gebäude wurde 2006 von Boston Properties erworben und offiziell in „601 Lexington Avenue“ umbenannt. Es befindet sich im Viertel Turtle Bay (Midtown East) an der Lexington Avenue – Ecke East 53rd Street im östlichen Teil von Midtown Manhattan. Nachbargebäude sind unter anderem 599 Lexington Avenue, Lipstick Building und an der Ecke Lexington/54th Street die Kirche St. Paul. Die Höhe des Citigroup Centers beträgt 278,9 Meter (915 Fuß) und es belegt damit mit Stand Juni 2024 Platz 27 der höchsten Gebäude New York Citys. Die Landmarks Preservation Commission hat die 601 Lexington Avenue am 6. Dezember 2016 zum Wahrzeichen der Stadt erklärt. Im Laufe der Jahre wurden das Atrium, der Vorplatz und andere öffentliche Bereiche renoviert.
An der Ecke Lexington Avenue/53rd Street befindet sich vor dem Haupteingang ein tiefer gelegener Vorplatz mit Geschäften und einem Zugang zur Station Lexington Av/53 St der New York City Subway. Hier verkehren die Linien  und  und es besteht von hier zudem eine Verbindung zur Station 51 St (Linien ).

## Architektur

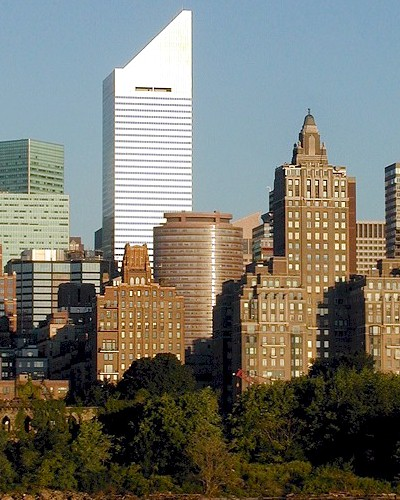
Das Citigroup Center mit dem markanten Dach von Osten aus betrachtet.

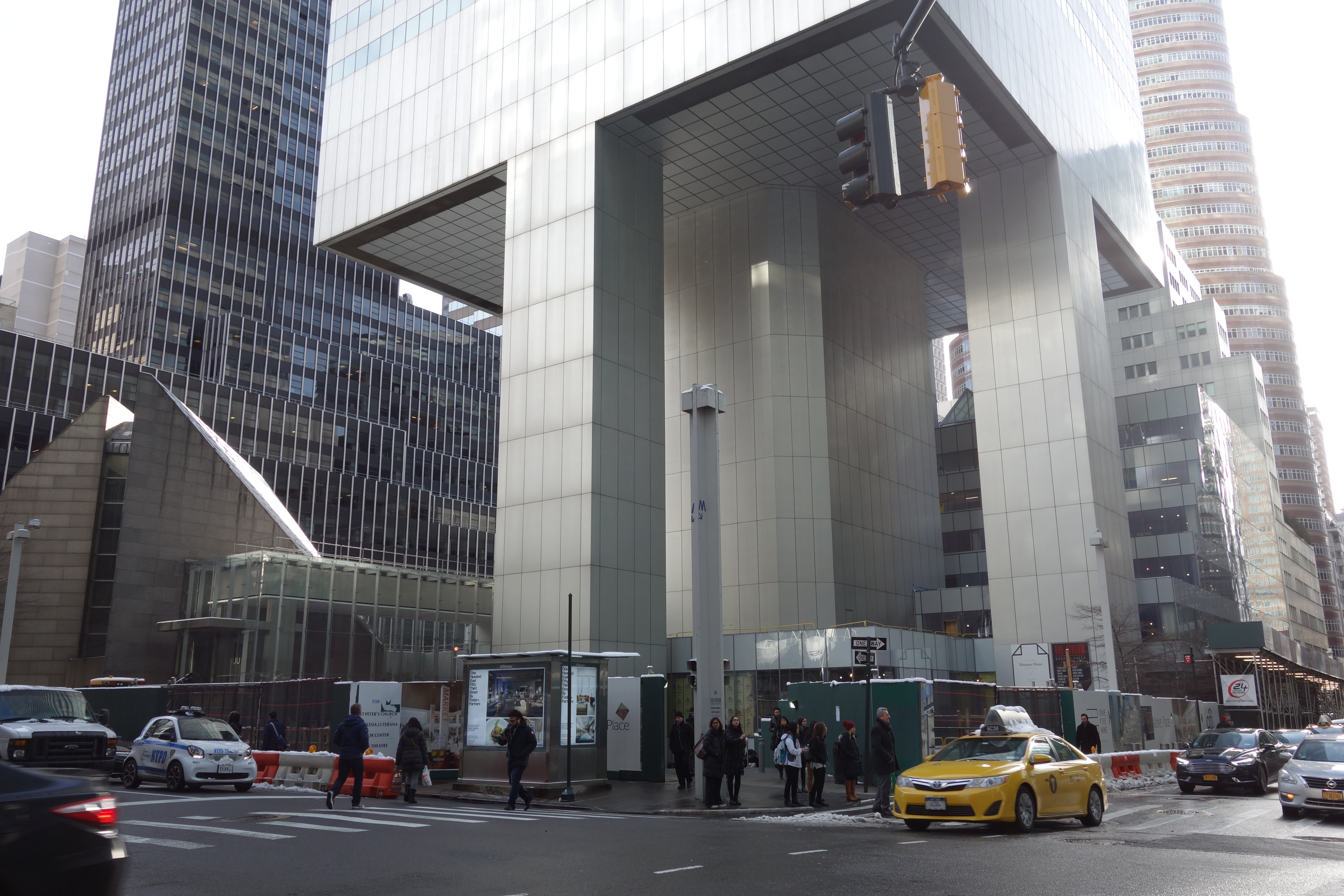
Die mächtigen Stützen des Gebäudes.

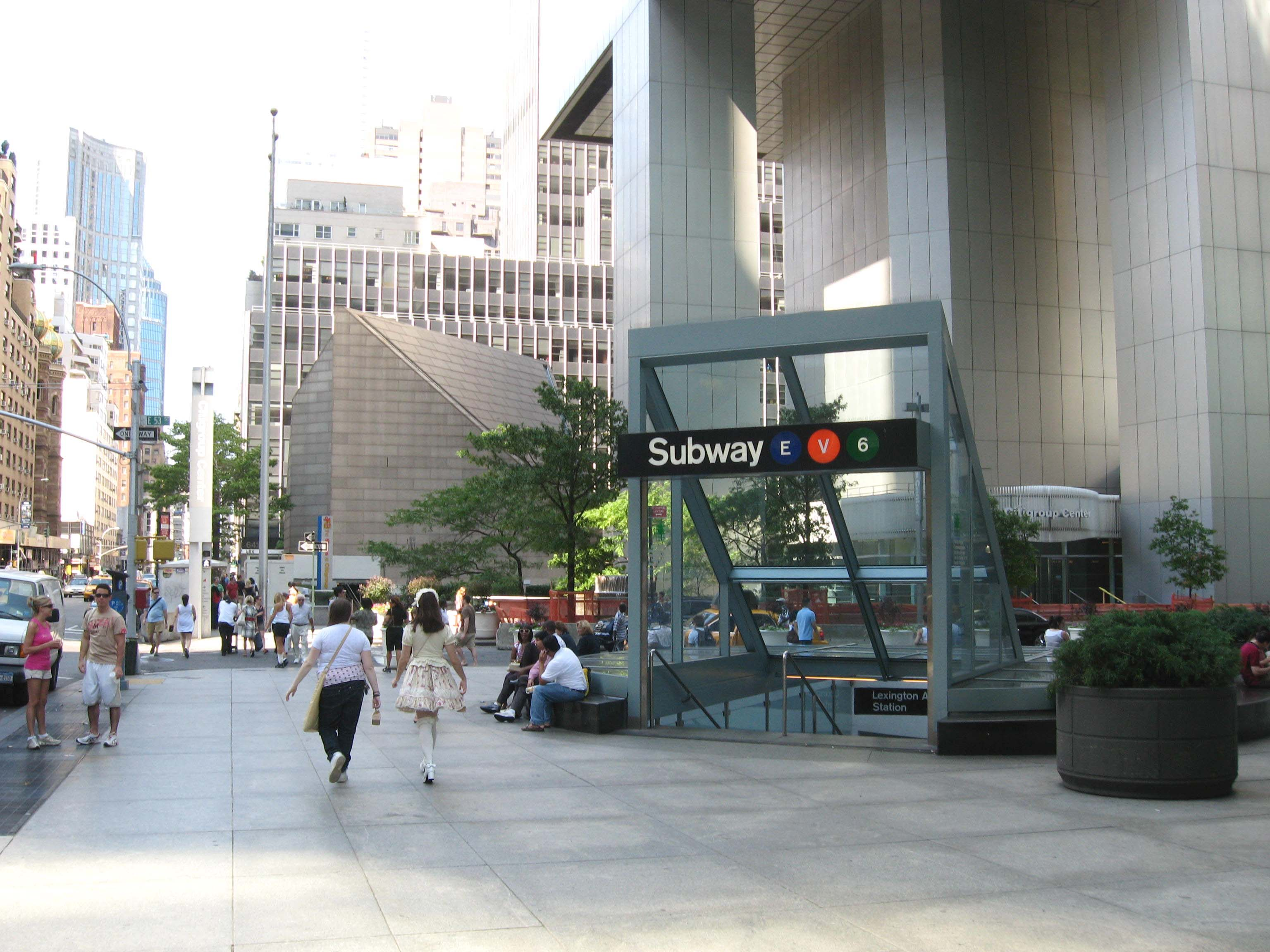
Zugang zur U-Bahn-Station, dahinter das Citigroup Center

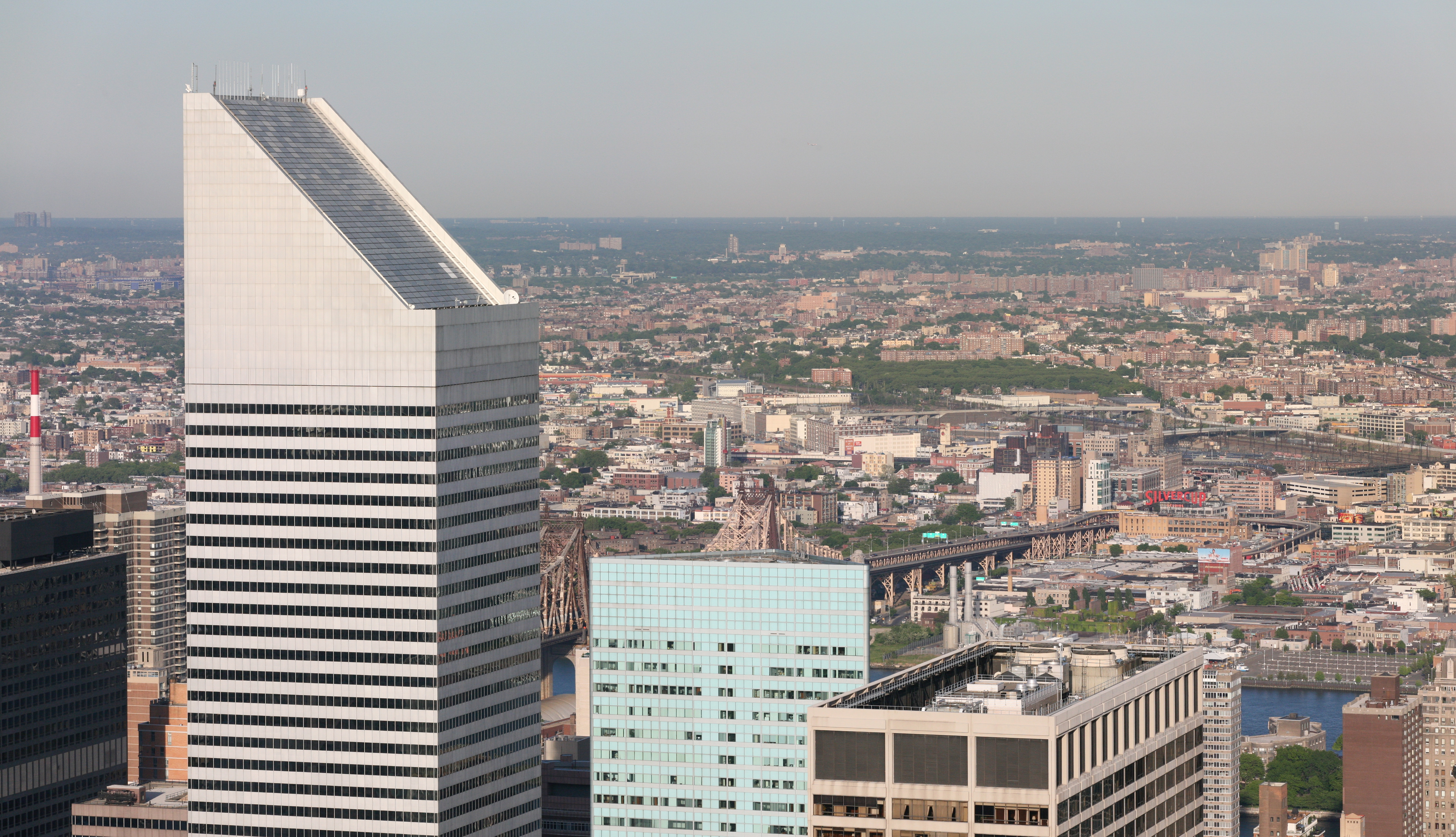
Blick vom Rockefeller Center bei Tag …

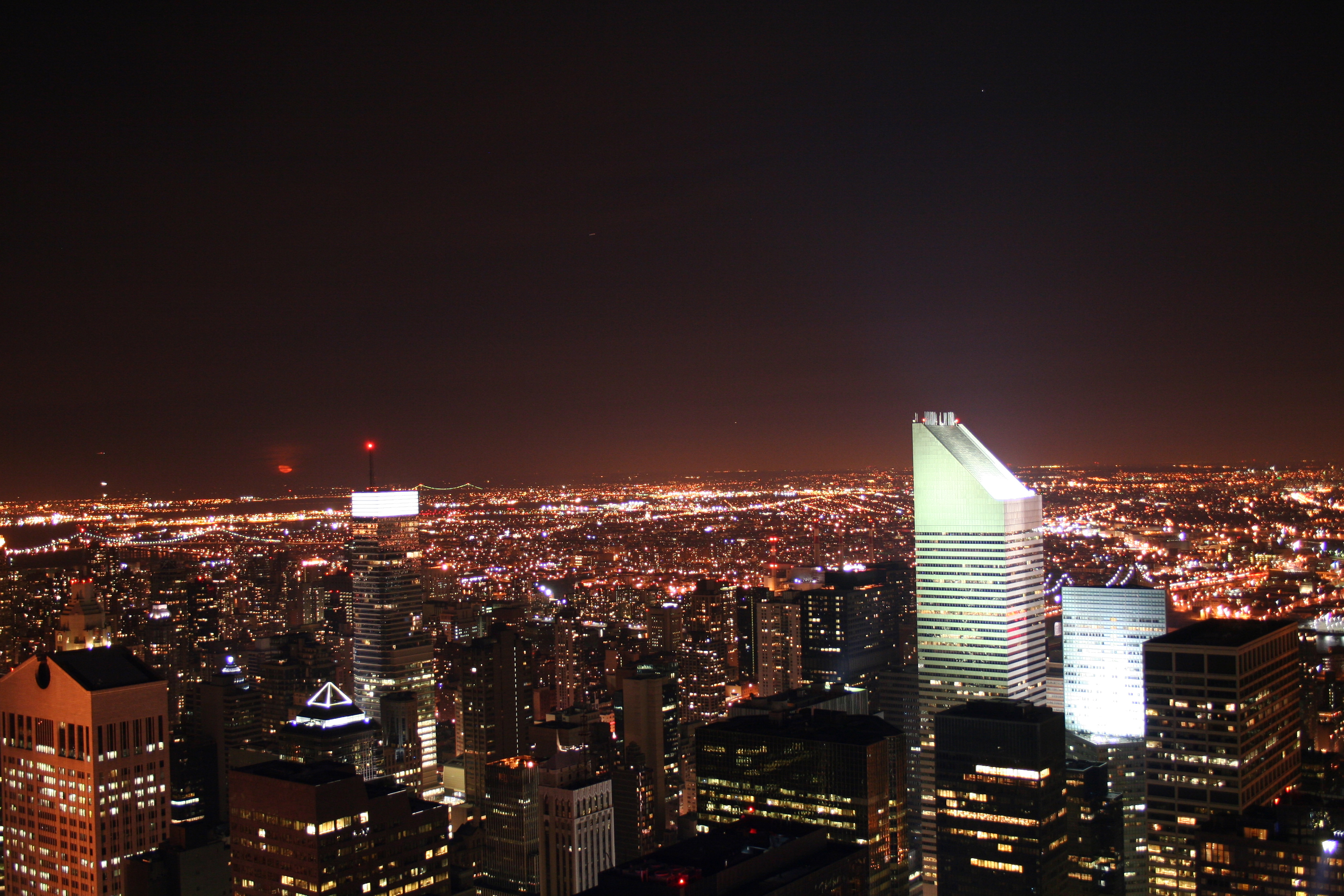
… und bei Nacht

Das Bauwerk steht architekturhistorisch an der Schnittstelle zwischen dem ausklingenden International Style und der beginnenden Postmoderne. Es ist zwar im Wesentlichen ein regelmäßiger Kubus, unterscheidet sich aber in einigen Aspekten deutlich von älteren Hochhäusern. Die Außenverkleidung des 59 Stockwerke umfassenden Hochhauses besteht aus sich abwechselnden, horizontalen, hellen und dunklen Streifen, welche die Höhe des Hauses optisch verringern sollen. Die Streifenwirkung wird durch den Kontrast zwischen naturfarbenem Aluminium mit dem tagsüber dunkel wirkenden Glas erzielt. Außerdem verlässt das Gebäude das Kastenschema mit seinem Pultdach, das durch die mächtigen Giebelflächen aus der Distanz als Blickfang und als Markenzeichen des Citigroup Center fungiert.
Unterhalb dieser Schräge, auf der Sonnenkollektoren angebracht werden sollten – hier spürt man den Beginn der Umweltschutzbewegung jener Zeit, waren luxuriöse Terrassen-Eigentumswohnungen vorgesehen. Realisiert wurde weder das eine noch das andere.
Etwaige Schwingbewegungen des Gebäudes werden durch einen aktiven Schwingungstilger reduziert. Dieser liegt in Höhe des 59. Stocks und besteht aus einem 365 Tonnen schweren Betonklotz, der auf einer Ölschicht gleitend von einem Computer in Bewegungen gesetzt wird, die den Schwingungen des Turms entgegenwirken. Es handelt sich hierbei um die erste derartige Anwendung in einem US-amerikanischen Hochhaus.

### Ungewöhnliche Stützen
Unter einer Ecke des Citigroup Centers in New York (USA) befindet sich eine kleine Kirche, die St. Peter’s Lutheran Church, die als Ersatz für eine vorher auf dem Baugrundstück befindliche historische Kirche errichtet wurde. Auflage der Kirchengemeinde war, dass keine Stützen des Hochhauses durch das neue Kirchengebäude verlaufen durfte. Das Citigroup Center ruht daher auf vier 35 Meter hohen Stützen, die nicht in den Gebäudeecken, sondern in der Mitte der vier Gebäudeseiten angeordnet sind. Das Hochhaus „schwebt“ somit über der Kirche.

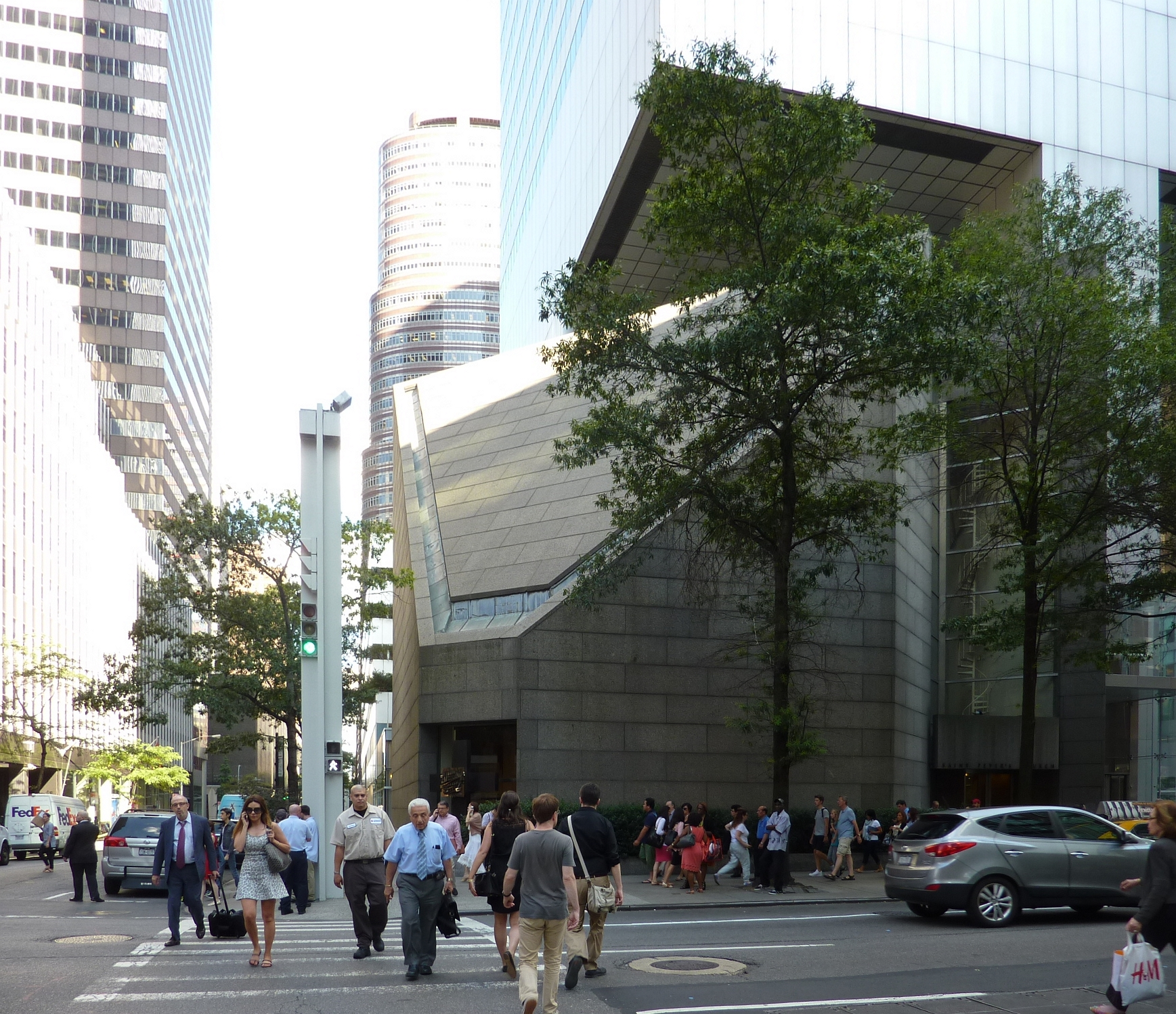
Das neue Kirchengebäude

### Fehlplanungen bei der Statik
1978, ein Jahr nach Inbetriebnahme des Gebäudes, wurde der Tragwerksplaner William LeMessurier auf konstruktive Schwächen aufmerksam gemacht. Dies geschah durch die Ingenieursstudentin Diane Hartley.
Die Standsicherheit bei schräg auf das Gebäude treffenden Stürmen war nicht gewährleistet – denn die damals geltenden Bauvorschriften verlangten nur eine ausreichende Standfestigkeit bei Winden, die im rechten Winkel auf die Gebäudeseiten treffen. Außerdem war der neuartige Schwingungstilger durch seine Computersteuerung anfällig gegen Stromausfall, was die Standsicherheit im Extremfall weiter einschränkte. Eine weitere Schwäche lag in Veränderungen, die das Bauunternehmen verlangte und die vom Architekturbüro abgesegnet wurden: Tragende Teile wurden mit billigeren Bolzenverbindungen, anstelle mit stabileren Schweißnähten verbunden. Um das Gebäude selbst und die Nachbarbauwerke nicht räumen zu müssen und um eine Panik zu vermeiden, entschied man, die Angelegenheit weitgehend geheim zu halten und das tragende Stahlskelett über mehrere Wochen lang nachts und nahezu unbemerkt von der Öffentlichkeit zu verstärken. Hinter den Kulissen wurde parallel dazu vom Katastrophenschutz unter dem Deckmantel einer Marktforschungsumfrage die Evakuierung mehrerer Häuserblocks vorbereitet, da die Hurrikansaison nahte und im Ernstfall bis zu 200.000 Menschenleben gefährdet waren und bereits ein Unwetter in Richtung New York unterwegs war.
Der Umgang mit der Fehlplanung warf mehrere ethische Fragen auf:
- Sich auf die Bauvorschriften zu verlassen kann, wie hier gezeigt, zu einer Katastrophe führen. Sie bilden nämlich selten den aktuellen Stand der Ingenieurwissenschaften ab. Inwiefern steht ein Bauherr in der Pflicht, die behördlichen Vorgaben zu übertreffen?
- Hätte die Öffentlichkeit unverzüglich informiert werden sollen? Die Geheimhaltung eines Sicherheitsproblems – auch wenn ein Plan dafür besteht, das Problem rechtzeitig zu lösen – untergräbt die Autonomie der umliegenden Bevölkerung.
- Erst im Jahre 1995 kamen die Probleme ans Licht der Öffentlichkeit. Eine frühere Bekanntmachung hätte Ingenieurbüros und Baubehörden dabei helfen können, ähnliche Fehler zu vermeiden.

## Drehort
Im Citigroup Center wurde die Pilotfolge der Fernsehserie Suits gedreht. Das Gebäude diente hierbei als Bürogebäude der fiktiven Kanzlei.